# Maddalena Buonsignori
Maddalena Buonsignori est une professeure de droit au XIVe siècle à l'Université de Bologne. 

## Biographie
Maddalena Buonsignori enseigne la jurisprudence en 1380. À cette époque, d'autres femmes ont des opportunités similaires à l'Université de Bologne. C'est la seule université à autoriser les femmes à enseigner et étudier. Elle écrit un traité en latin, De Legibus Connubialibus, dans lequel elle explore le statut juridique des femmes à son époque sous différents aspects.  

## Postérité
Maddalena Buonsignori est citée dans l’œuvre The Dinner Party de Judy Chicago.